# Покора
Поко́ра — соціальна категорія, котра є матеріальною реалізацією узагальненішої соціальної категорії поваги, що проявляє себе в соціальній чи етологічній поведінці суб'єкта, який когось або щось поважає.
Соціальний абстрактний термін покора не слід плутати з теологічним (релігійним) терміном смирення. Їхні значення (семантичні ніші) перекриваються лише частково).

## Етимологія та походження терміна

### Парадокси семантичної ніші покори
Етимологія слова та семантичної ніші покори може бути досліджена на прикладі т.з. примордіальних мов, котрі в найменшій мірі зазнали цивілізаційного впливу і тому зберегли до сьогодні у морфологічній формі свою історію.
Усі слов'янські мови належать до класу примордіальних, тому в них найбільшою мірою проявляється процес словотворення.
Проте навіть серед слов'янських мов, тільки українська мова має сьогодні іменник покора, що однозначно відповідає семантичній ніші абстрактної категорії покора (в польській та чеській мовах слово «покора» семантично містить у собі й «змирення»). Наприклад, в російській мові є слово «покорение» (у всякому разі за Далем), котре морфологічно відповідає українському слову «покорення» (завоювання). Проте це російське слово прикріплене до зовсім інших семантичних ніш ніяк не зв'язаних з самою нішею покори.
Суть парадокса покори полягає в тому, що сама семантична ніша для процесів покори в індо- європейських мовах є, а іменникових слів, що відображають цю нішу — не має (ніби то над цією семантичною нішею лежить своєрідне табу).
Оскільки в сучасному суспільстві існує соціальне замовлення на дану семантичну нішу, тому сьогодні в більшості мов її позначення запозичується із релігії (наприклад, російське «смирение», чи англійське «Humility».

### Морфологія терміна
З формальної точки зору сучасне слово покора є типовим дієслівним іменником, тобто утоворене від дієслова «покоритися». Своєю чергою дієслово покоритися утворене із дієслова коритися з додаванням префікса по, що означає суб'єктну підлеглість дії «коритися» до дії «покоритися». Тобто в самому дієслові «покоритися» відображено через префікс по- наявність суб'єкта дії, що посилює акт дії. Іншими словами слово покоритися — це «дія в квадраті».

### Реконструкція семантичної нішікор
Проте з точки зору семантики слово покора коренем має «кор- а». Значення кореня кор в сучасній мові втрачено. Не виключено, що в древності слово кор визначало табуйовану семантичну нішу, яку не можна було промовляти вголос, щоб не накликати біду. Тому саме кор виконувало ролю ярлика для цієї семантичної ніші. На щастя «дешифрація» цього слова доволі проста. Дійсно, використовуючи тривіальну логічну операцію інверсії знаходимо: «кор» -(інвесія) — «рок». Таким чином, слово порок (не плутати з сучасним російським словом!) тривіально позначає ситуацію, що утворилася по (після) року (якоїсь катастрофічної події для спільноти, що поділила життя на два періоди: до року і після року). Очевидно, що життя спільноти до року було вільне (без покори), а після року виникнув соціальний стан покори.
Певну альтернативу терміну покора складає інший український термін — докора, що доповнює перший, а разом утворює дихотомію типу «докора — покора». Семантика цієї дихотомії тривіальна і в сучасних термінах може бути передана синоніміальною дихотомією «воля — рабство». Звідси тривіально випливає семантичне значення дорікання, як згадки про минулу волю, що загубив немилосердний рок.